# حارة المحجر (صنعاء همدان)

تعديل مصدري - تعديل

حارة المحجر هي إحدى حارات حي محجر الوادي بضواحي صنعاء مديرية همدان، بلغ تعداد سكانها 1251 نسمة حسب تعداد اليمن لعام 2004.